# 바라쿠다 (칵테일)

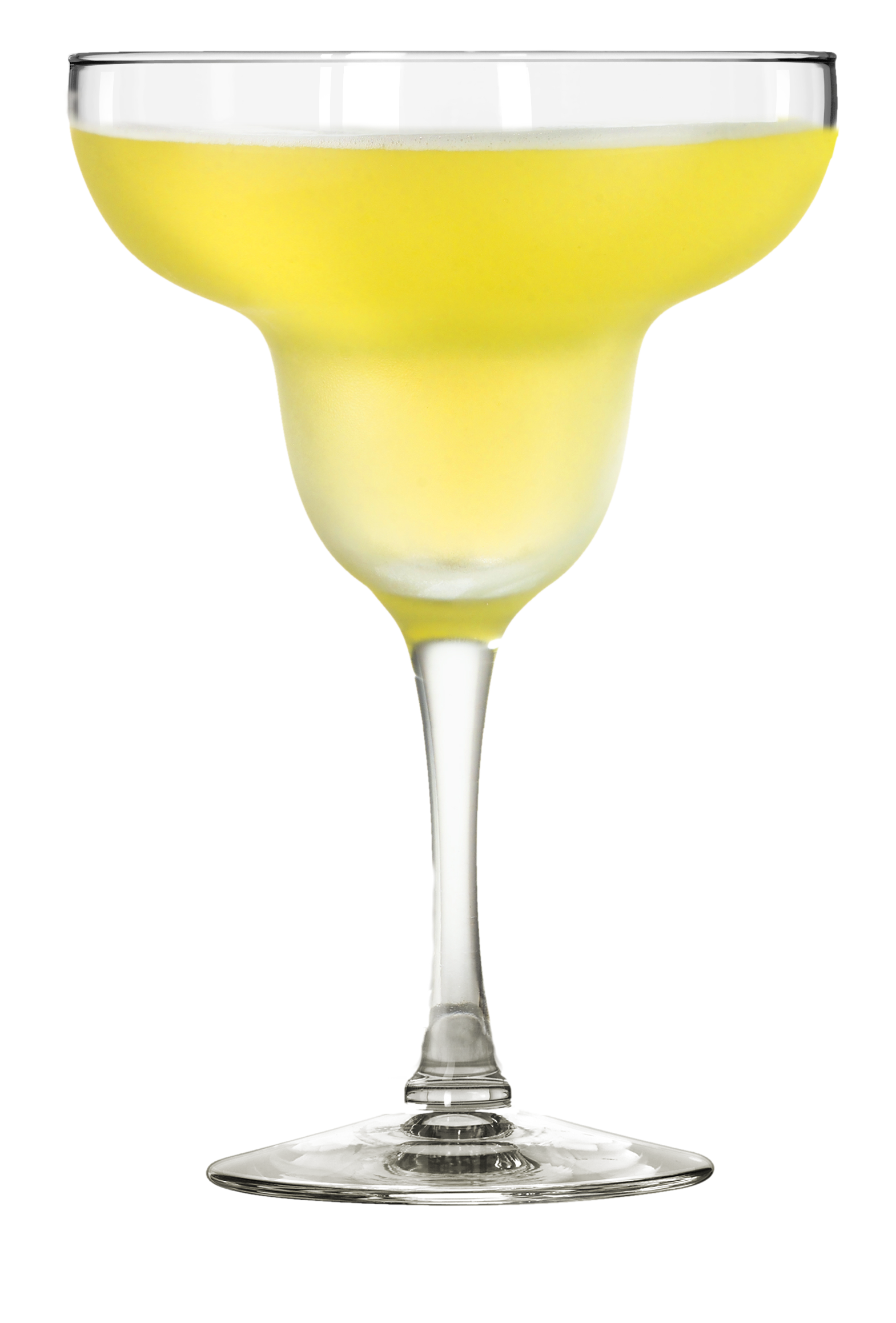

바라쿠다(Barracuda)는 국제 바텐더 협회가 지정한 재료에 따라 골드 럼, 갈리아노 리큐어, 파인애플 주스, 신선한 라임 주스를 베이스로 하고 프로세코를 얹은 알코올 칵테일이다.

## 같이 보기
- 바라쿠다